# Palazzo Giorgio Doria
Il palazzo Giorgio Doria, anche detto palazzo Doria Quartara, è un edificio storico italiano, collocato in piazza San Matteo 14, nel centro storico di Genova. È uno dei Palazzi dei Rolli designati, al tempo della Repubblica di Genova, a ospitare gli ospiti di alto rango per conto del governo, durante le visite di stato.

## Storia e descrizione
Ubicato in piazza San Matteo, "curia" della famiglia Doria, venne costruito nel XV secolo da Giorgio Doria, accorpando più case medievali tra cui quella di Oberto Doria.
Nel palazzo si decise di non adottare il classico cortile come nei casi coevi: la scala si svolge interamente con una rampa unica fino al secondo piano, interrotta solo da un vano caposcala intermedio.
Al piano terreno, invece, indizio di sensibilità nuova per il particolare scolpito, si trova il portale opera di Giovanni Gagini del 1457; il sopraporta raffigura San Giorgio con il drago, emblema riservato a un ristretto numero di famiglia benemerite alla patria.
L'autore inserisce per la prima volta una fascia decorativa a unire il sovraporta con la cornice del portale, innovando la precedente tradizione figurativa. Sul prospetto principale e in vico San Matteo emergono tracce di una decorazione a quadrature, mentre in vico dell'Umiltà emergono il paramento murario medievale e il portico tamponato.
Nel 1798 il palazzo risultava appartenere a Isabella Gnecco, mentre nella seconda metà del XIX secolo divenne proprietà della famiglia Quartara, da cui assunse uno dei nomi coi quali è comunemente chiamato.

## Galleria d'immagini

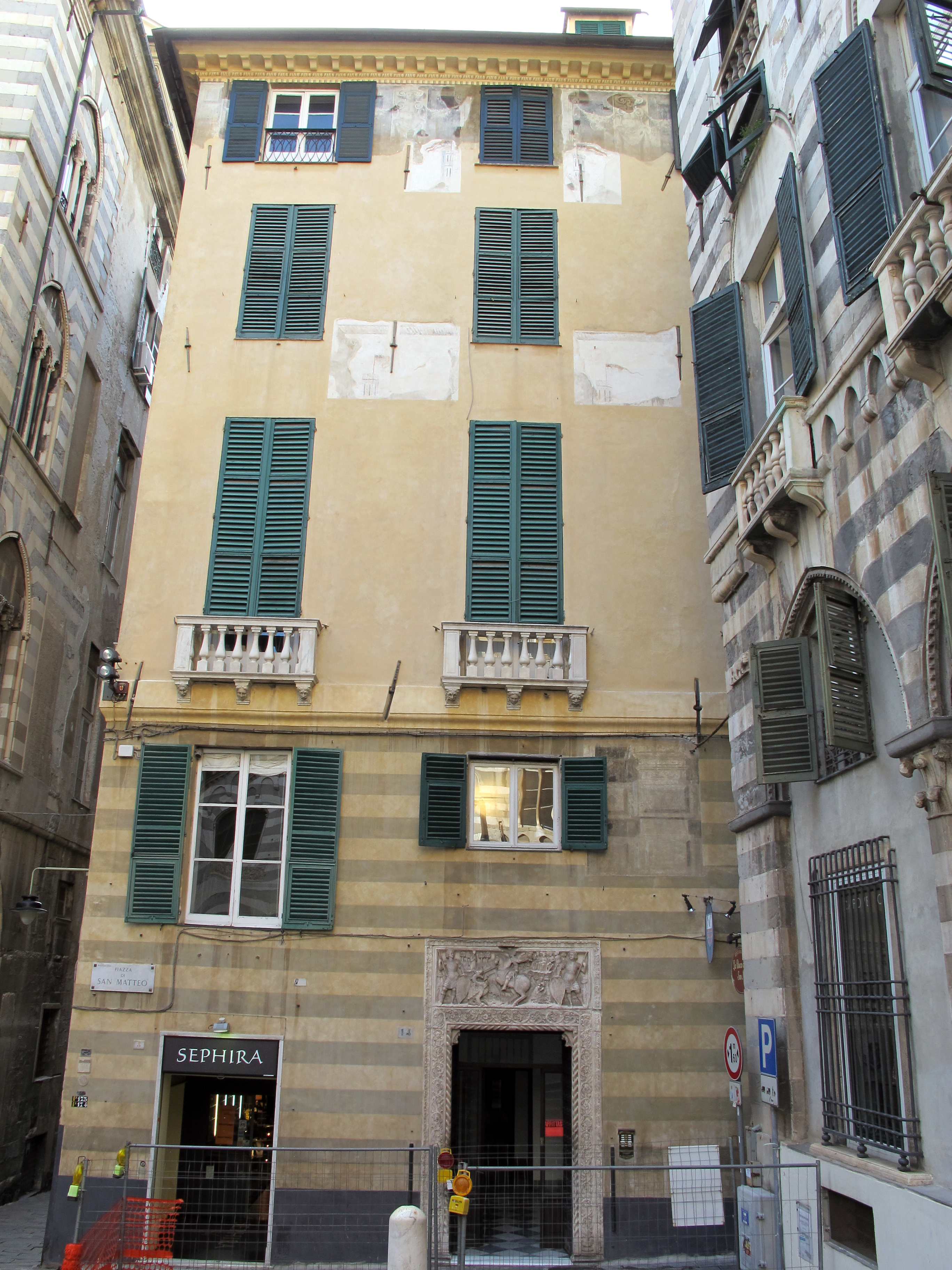
La facciata
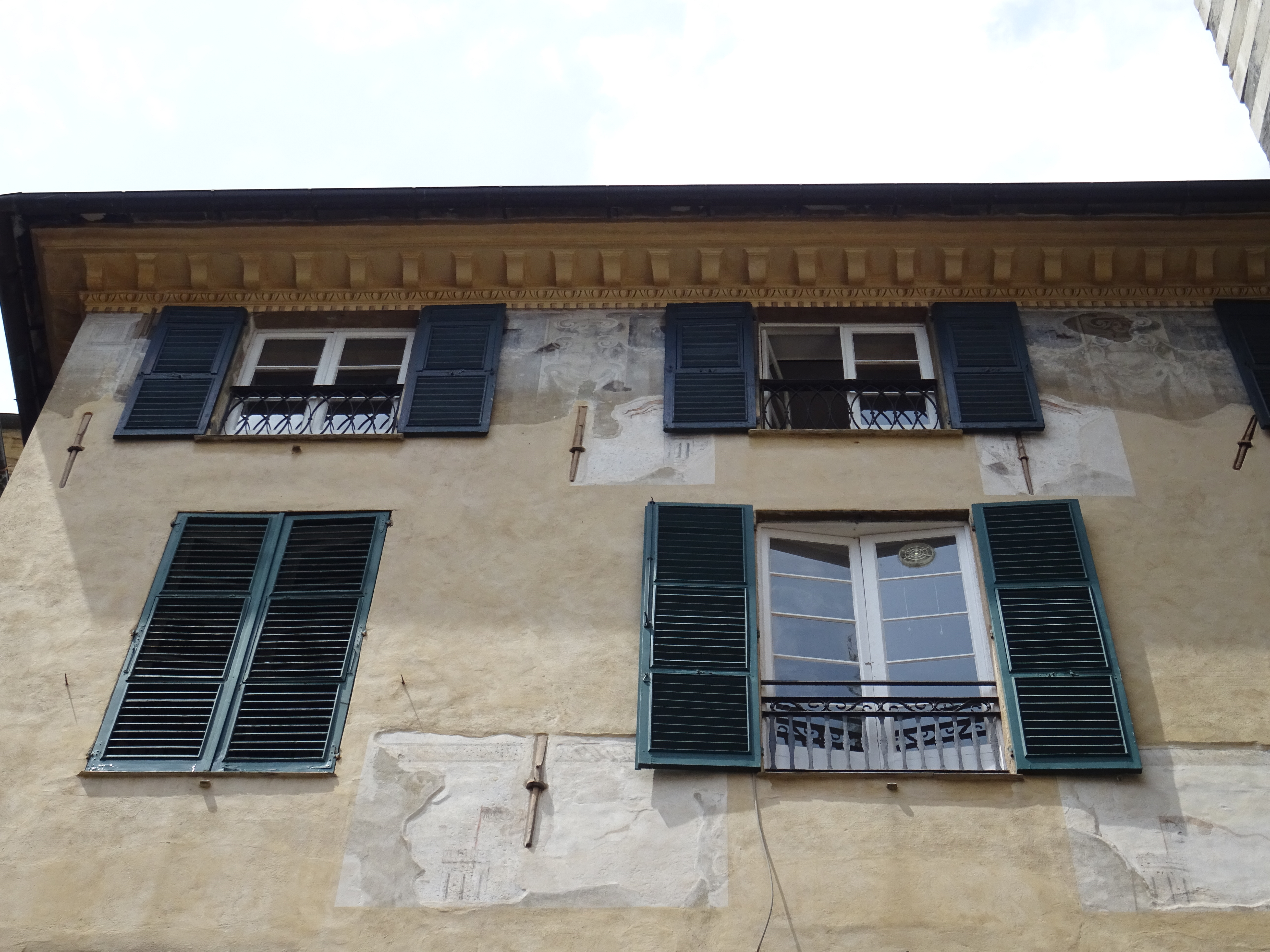
La parte superiore del palazzo
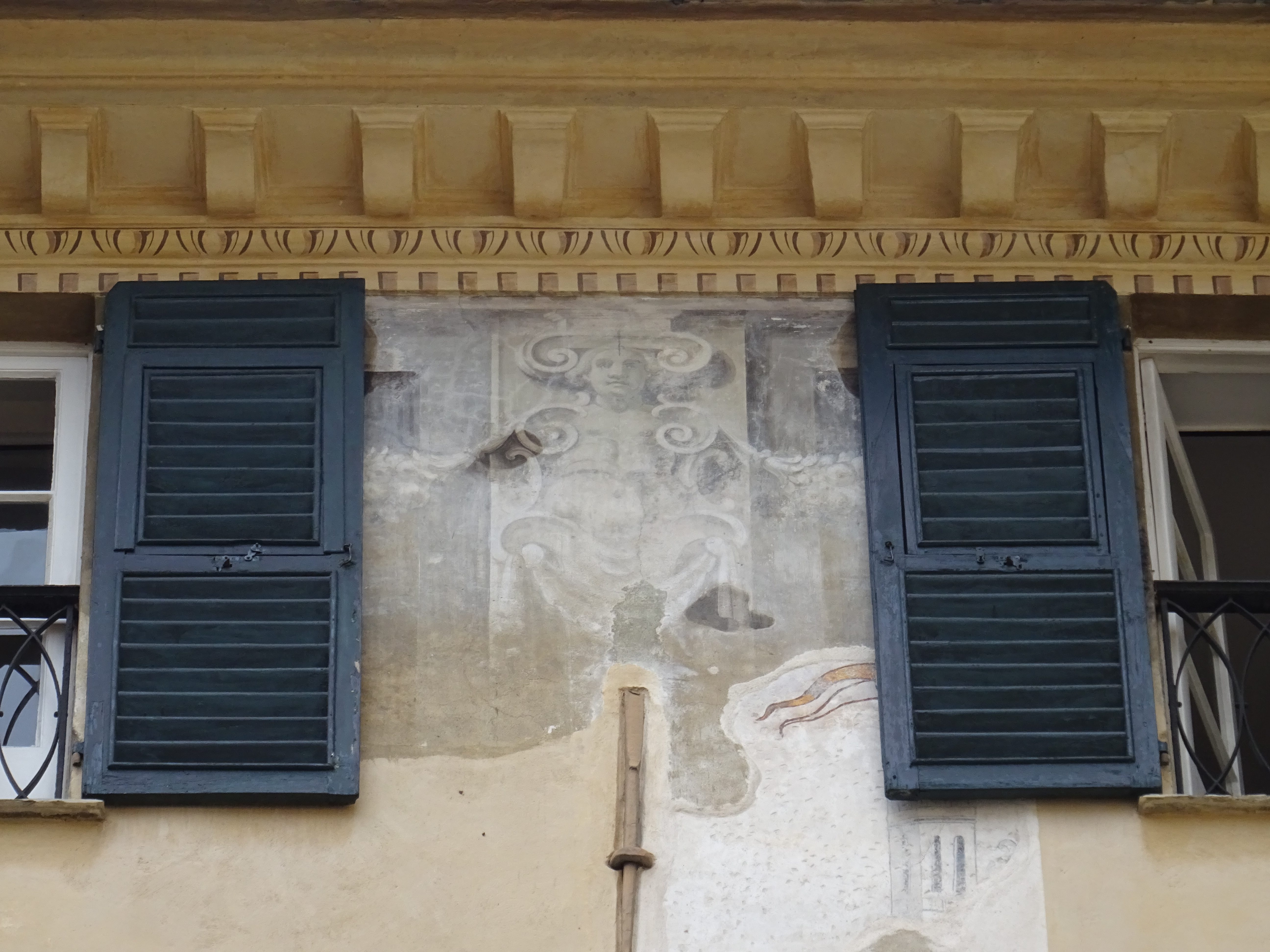
Dettaglio dell'antico affresco
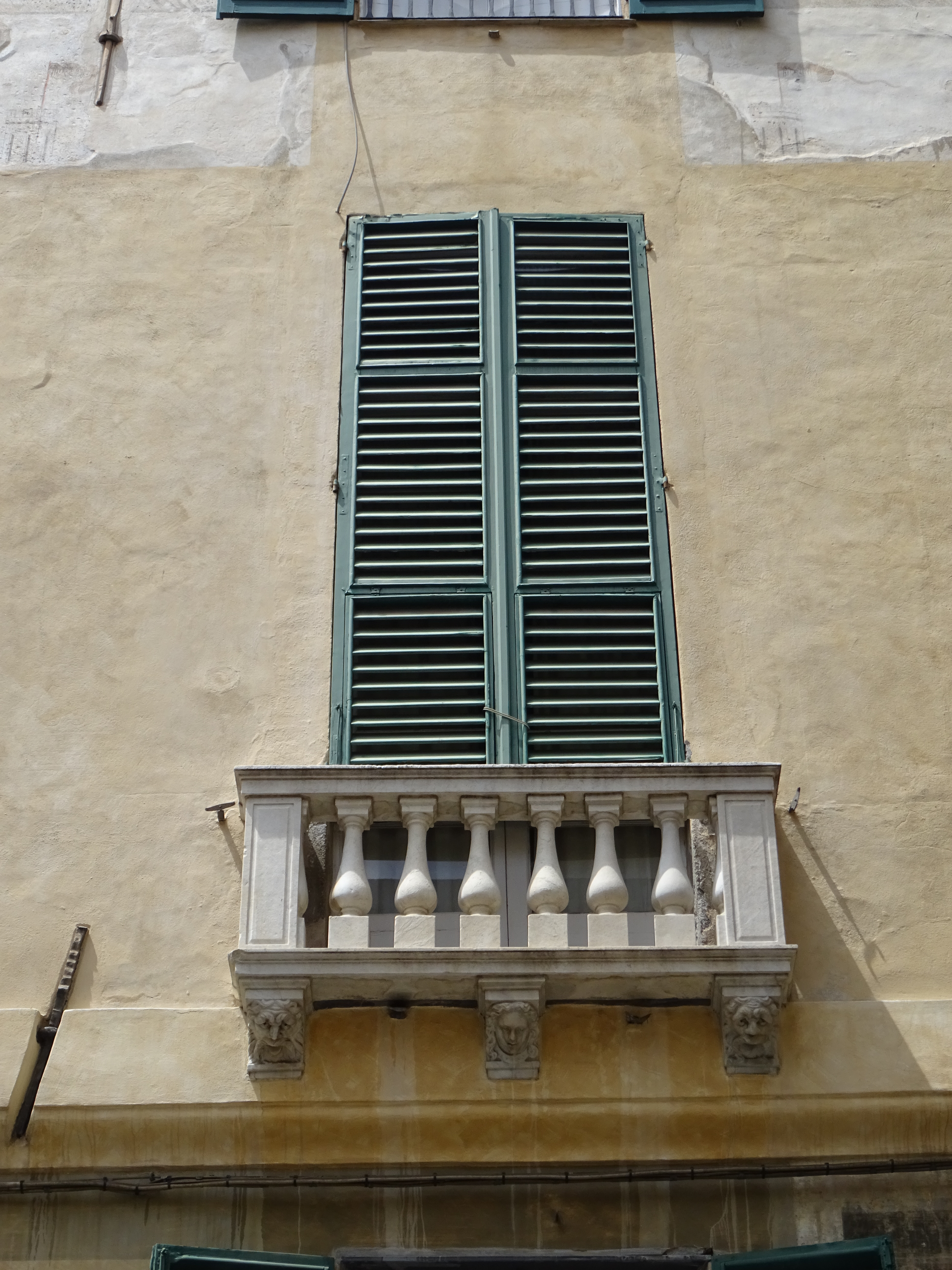
Uno degli eleganti balconi
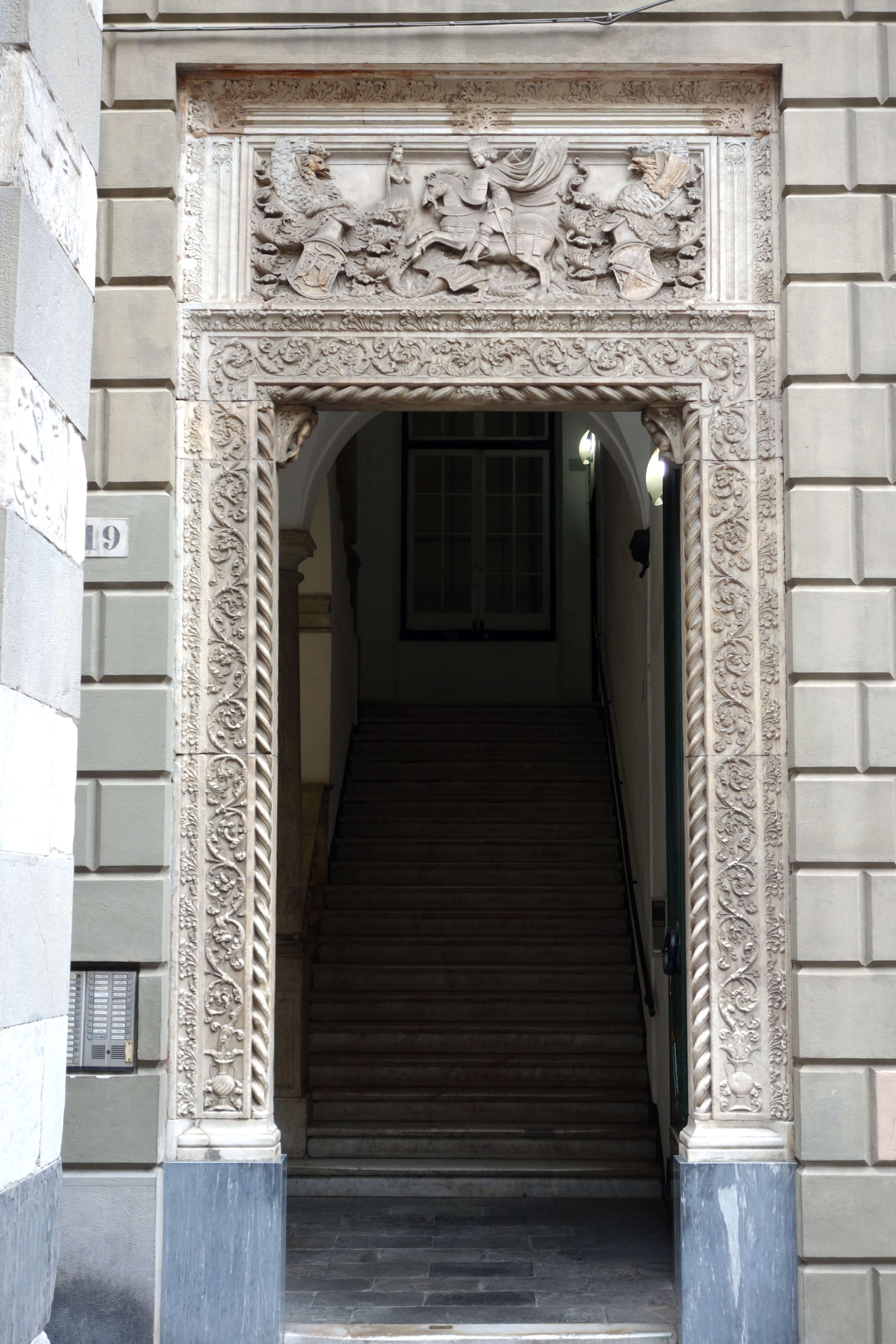
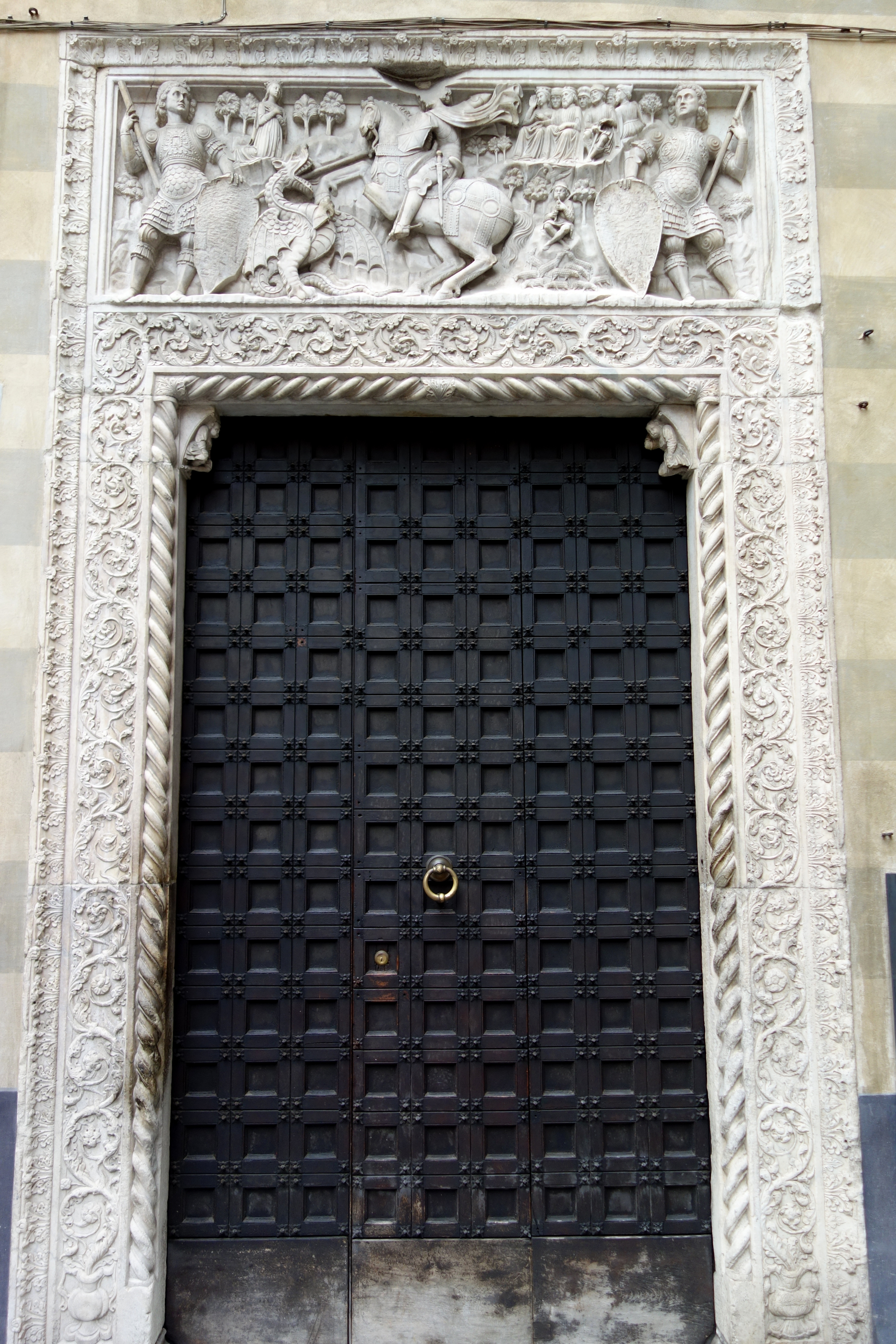
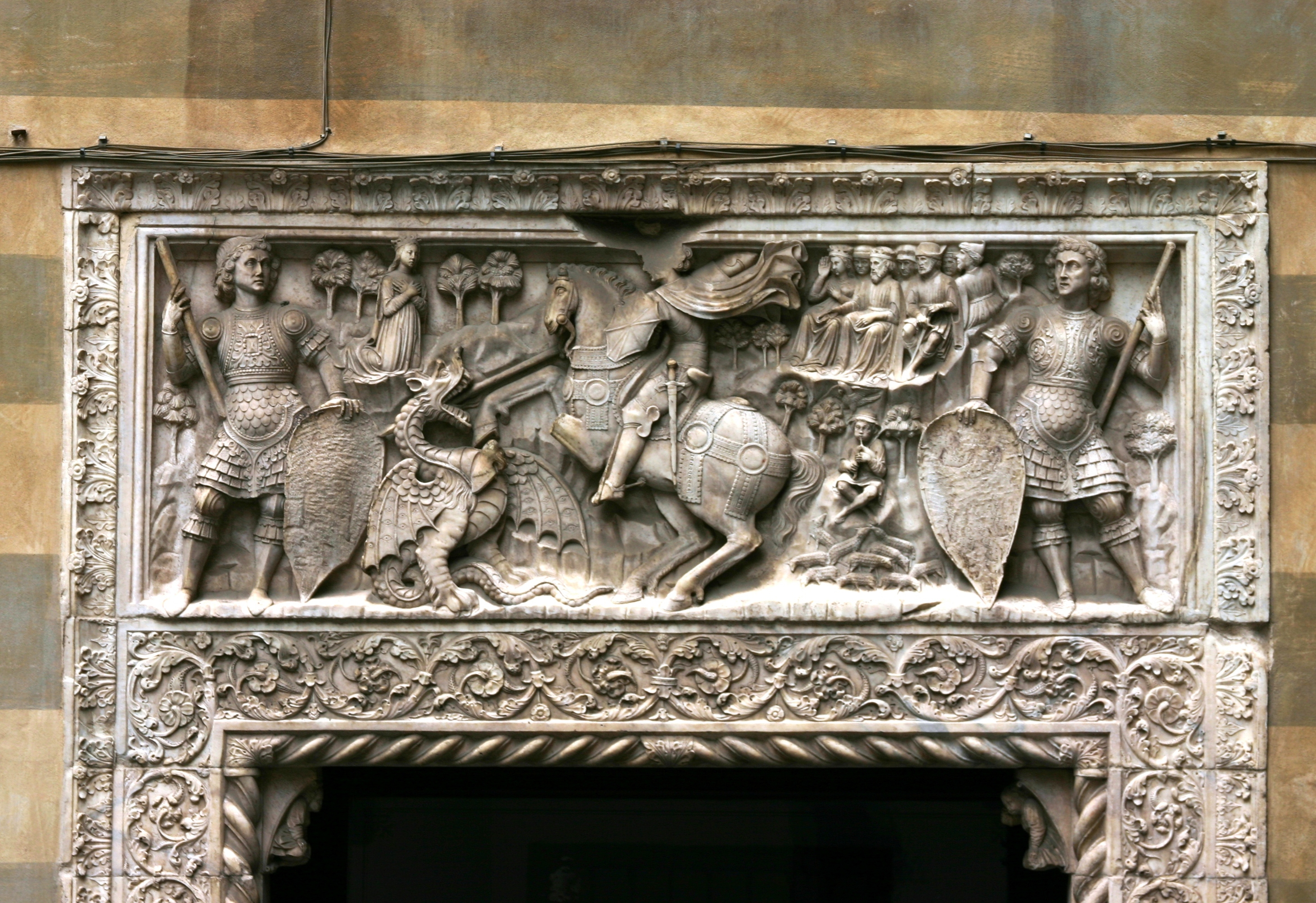
Il sopraporta raffigurante San Giorgio che uccide il drago